# Musica proibita

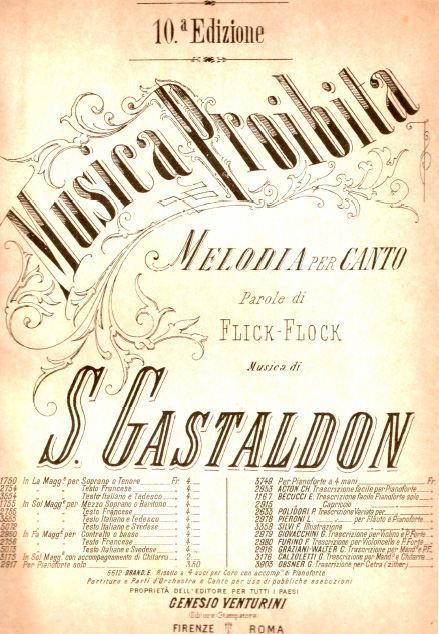

Musica proibita (Musique interdite) est une romance italienne composée en 1881 par Stanislao Gastaldon, alors âgé de vingt ans, qui, grâce à cette composition, a immédiatement acquis une notoriété.

## Histoire et signification
La romance a immédiatement apporté la notoriété à l'auteur de Turin, qui, entre-temps, avait composé deux autres chansons (avec le titre Se avessi le ali.. (Si j'avais des ailes..) et Fuggiamo (On fuit) qui étaient accepté avec enthousiasme par les adolescents de l'époque.
Le narrateur du texte est celui d'une jeune fille qui voudrait répéter le refrain d'une chanson d'amour qu'un beau garçon lui chante tous les soirs, depuis sous le balcon. Ceci est interdit par sa mère, mais la fille profite de son absence et entonne l'aria et les paroles.